# 니콜라 말브랑슈
니콜라 말브랑슈(Nicolas Malebranche, 1638년 8월 6일 ~ 1715년 10월 13일)는 프랑스의 기회원인론자, 철학자이다.

## 사상
말브랑슈는 전성설을 기독교 신앙과 과학이 융합된 것으로 보았으며 최초로 각 배아는 마트료시카 인형과 같이 더 작은 배아를 무한히 가져야 한다는 가설을 주장한 사람이었다. 그는 “정자와 난자 안에는 식물과 동물의 무한한 시리즈가 존재하며, 이는 충분한 기술과 경험을 가진 자연학자에 의해서만 관찰될 수 있다.”고 하였으며, 현미경으로 더 작은 동물과 식물을 볼 수 있다면 이러한 작은 축소형을 관찰할 수 있을 것이라고 주장하였다. 그는 또한 우리는 이미 닭의 배아, 개구리의 알을 통해서도 알 수 있듯이 “인간과 동물의 모든 기관은 이미 세상의 만들어짐과 동시에 형성되었다.”고 주장하였다.
그는 인식(認識)의 문제를 '기회원인론'에 입각해서 설명했는데, 그의 주요한 관심은 변신론(辨神論), 즉 종교와 철학(은총의 빛과 자연의 빛)을 어떻게 조화시키느냐에 있었다. 이것은 반대로 말한다면, 데카르트에 의해서 획득된 자연적 인식을 신적 인식에까지 높여서 거기에 객관적 보증을 부여하는 일이다. <진리의 탐구>의 인식설은 그같은 보다 근본적인 형이상학, 그의 경우에는 아우구스티누스적인 신학에의 서론을 이루고 있다. 두 가지의 실체(實體)로서 뚜렷이 구별되는 정신과 물체와의 사이에 인식이 성립되려면 그 매개자(媒介者)가 필요한데 그것이 '관념'이다. 말하자면 진정한 인식은 우리들이 신의 이성(理性)에 의탁하고, 신의 내부에 있는 '관념'을 매개로 해서만이 얻어지는 것이며, 이것을 "우리는 만물을 신을 통해서 본다"라고 한다. 그런데 이 사상의 근대적인 의미는 그가 <진리의 탐구>에의 비평이나 논박(論駁)에 대한 <석명(釋明)>(1677) 속에서 처음으로 밝힌 '영지적(英智的) 연장(延長)'의 사상 속에 나타나 있다. 연장이라는 것은 무한한 정신 상태로서의 신의 내부에 있다. 우리들이 물체적 사물을 지각(知覺)하는 것은 그와 같은 영지적 연장에 힘입기 때문이라는 것이다.

## 주요 영향
조나단 에드워즈를 연구하는 노만 피어링은 그의 저서에서 페리 밀러가 주장하는 존 로크의 에드워즈에 대한 영향과는 달리 오히려 말브랑슈가 더 큰 영향을 에드워즈에게 끼쳤다고 주장한다. 그 이유는 삼위일체에 대한 논리적 접근에서 그 둘 사이에 매우 밀접한 관련이 있다는 것이다. 특히 <진리의 탐구>는 에드워즈가 필독했으리라고 추측했다.

## 주요 저서
- <진리의 탐구>(1674년-1675년)
- <형이상학적·그리스도교적 성찰>(1683년)
- <형이상학과 그리스도교에 관한 대화>(1688년)

## 같이 보기
- 마르샬 게루